# Proteostrenia strenioides
Proteostrenia strenioides är en fjärilsart som beskrevs av John Henry Leech 1897. Proteostrenia strenioides ingår i släktet Proteostrenia och familjen mätare. Inga underarter finns listade i Catalogue of Life.